# インスペクション ここで生きる
『インスペクション ここで生きる』（原題：The Inspection）は、2022年制作のアメリカ合衆国の伝記ドラマ映画。R15+指定。
これが長編監督デビューとなるエレガンス・ブラットンが自身の実体験を基に描いた。主演のジェレミー・ポープは、本作の演技で第80回ゴールデングローブ賞主演男優賞にノミネートされた。

## あらすじ
エリス・フレンチは母子家庭の一人息子だが、ゲイであることから母親に見捨てられ、16歳から10年間ホームレス生活を送って来た。2005年に自身の存在意義を求めて海兵隊に志願入隊するフレンチ。入隊前に粗末な花束を持って母に会いに行くが、母はろくに話を聞こうとしなかった。
3ヶ月を過ごす訓練所に入隊するフレンチら新兵たち。鬼教官の激しいしごきを耐え凌ぐものの、やがてフレンチがゲイであることが周囲に知れ渡り、激しい差別とイジメが始まった。
深いプールでの訓練中に、水中で失神するまで押さえつけられ、死にかけるフレンチ。危ういところで発見され息を吹き返したが、激怒したフレンチは、現場のトップである上級教官・ロウズ一等軍曹の責任も含めて上層部に報告すると息巻いた。誰に報告してもいいが、訓練を続けられなくなり傷つくのはフレンチだと忠告するロウズ。優しい教官のロサレスからも、目指す道を諦めるなと諭されて告発を思い留ったフレンチは、過酷な訓練を続けた。
アラブ系であるために差別され、キリスト教の礼拝所しかない訓練所で参列を強いられる新兵のイスマイル。トイレに籠もって泣いていた気弱なイスマイルの為に、宗教が違うと申し出たフレンチは、二人で宿舎に戻る許可を取った。フレンチが射撃テストで、的の銃痕を不正に操作された時は、告発して助けるイスマイル。
携帯電話など私物は取り上げられ、母親に手紙を書き続けたフレンチだが、一向に返事は無かった。母の身を案じたフレンチは、ある夜に上級教官のロウズに携帯電話を貸して欲しいと申し出た。自分が罰せられると言いながら貸してくれるロウズ。母親は電話に出たが、返事を書く気が無かっただけだと知り涙ぐむフレンチ。その様子を無言で見ているロウズ。
訓練所の最終課題は、実戦を想定した行軍だった。負傷した想定の仲間を背負ったり、泥水の中や障害物を越えて進み、過酷な行程を踏破するフレンチたち。最後の格闘訓練で、フレンチはイジメの主犯を新兵たちの前で打ちのめした。
訓練所の卒業を前に、シャワー小屋で優しい教官のロサレスに迫るフレンチ。白も黒もゲイもストレートも関係ない。ゲイもいなければ海兵隊は成り立たないと説くロサレス。だがロサレスがフレンチの思いに応えることは無かった。
フレンチが訓練所を卒業して海兵隊員となったと知り、ゲイから脱却したと信じて修了式に出席する母親。だが、フレンチはゲイのままだと打ち明けた。怒る母親に対して、ゲイだろうと関係ないとフレンチを庇うロウズ。卒業生たちも声を揃えて「海兵隊だ！」と叫んだ。追いすがるフレンチに、「愛しているけど受け入れられない」と、帰って行く母親。寂しげなフレンチだったが、海兵隊員として、彼は新たな一歩を踏み出して行った。

## キャスト
- エリス・フレンチ：ジェレミー・ポープ
- ラウル・カスティーヨ
- マコール・ロンバルディ
- アーロン・ドミンゲス
- ニコラス・ローガン
- イーマン・エスファンディ
- アンドリュー・カイ
- オーブリー・ジョセフ
- ボキーム・ウッドバイン
- ガブリエル・ユニオン